# Alexander Ypsilantis
Alexandros Ypsilantis (grško Αλέξανδρος Υψηλάντης, romunsko Alexandru Ipsilanti, rusko Александр Константинович Ипсиланти Aleksandr Konstantinovich Ipsilanti), grški nacionalistični politik, član ugledne grške fanatriotske družine, princ podonavskih kneževin, visoki častnik cesarske ruske konjenice med napoleonskimi vojnami in vodja tajne organizacije Filiki Eteria, ki je vodil začetek grške osamosvojitvene vojne proti Osmanskemu cesarstvu, * 12. december 1792, † 31. januar 1828.

## Zgodnje življenje
Družina Ypsilantis  izvira iz pontskega grškega prebivalstva Trabzona. Alexander se je rodil 12. decembra 1792 v Konstantinoplu, glavnem mestu Osmanskega cesarstva, kot najstarejši od treh bratov (poleg bratov Nicholasa in Demetria). Njegov oče Konstantin Ypsilantis in ded Aleksander sta bila aktivna v otomanski administraciji in zelo izobražena, vsak s svojim staležem služb kot dragoman na sultanovem dvoru in kot vladarja (hospodar) podonavskih kneževin. Njegova mati Elisabeta Văcărescu je bila iz družine Văcărescu .

## Služba v ruski vojski
Ob izbruhu rusko-turške vojne leta 1805 je njegova družina pobegnila v cesarsko Rusijo. Mladi Aleksander se je užil temeljito izobrazbo in tekoče govoril rusko, francosko, nemško in romunsko. Pri 15 letih so ga predstavili na ruskem dvoru, kjer je prišel pod okrilje cesarice Marije Fjodorovne.
12. aprila 1808 je začel služiti v prestižnem polku kavalirske garde s činom korneta. Hitro je napredoval,  27. septembra 1810 je že bil povišan v poročnika in 18. oktobra istega leta v štabnega ritmojstra. Med francoskim napadom na Rusijo se je boril v bitkah pri  Kljastitcih blizu Vitebska  in Polotskem. Povišan v polnega Ritmojstra (kapitana) 20. februarja 1813, se je udeležil bitke pri Budyšinu. 6. julija je bil kot podpolkovnik premeščen v 6. kljastitski huzarski polk in s svojo novo enoto sodeloval v bitki pri Dresdnu, kjer mu je granata odtrgala desno roko. 
Čeprav je bil takoj povišan v polkovnika, je za Ypsilantisa  vojaška kariera bila zaključena. Udeležil pa se je Dunajskega kongresa, kjer je med prisotnimi bil priljubljena pojava (glej Auguste Louis Charles: La Garde de Chambonas, spomini); prislužil si je naklonjenost carja Aleksandra I., ki ga je 1 Januarja 1816 imenoval za svojega aide-de-champ. Konec leta 1817 je 25 let star postal general-major in poveljnik prve brigade husarjev 1. husarske divizije.

## Priprave na grško vstajo
Ko je leta 1820 ruski zunanji minister grof Ioannis Kapodistrias zavrnil ponujeni položaj vodje Filiki Eteria, so mesto ponudili Ypsilantisu in ga, ko je ponudbo sprejel, izvolili na čelo tajnega združenja. Predelal je nato in odobril splošni načrt za grško osamosvojitveno vojno. ki so jo s sodelovanjem uporniških kapitanov celinske Grčije maja 1820 sprejeli v Bukarešti.
Glavne točke načrta so bile:
- pomagati hkratnemu uporu Srbov in Črnogorcev.
- izzvati upor na Vlaškem, ki naj bi zajel tudi upornike iz srbskih dežel, ki so jih boji v prvi in drugi srbski vstaji utrdili.
- izzvati s pomočjo agentov nemire v civilnem prebivalstvu Carigrada in zažgati osmansko floto v mestnem pristanišču.
- po prihodu Ypsilantisa na lice mesta začeti revolucijo v Grčiji na Peloponezu.

Ypsilantis je 8. oktobra 1820 objavil izjavo, v kateri sporoča, da se bo upor proti Osmanskemu cesarstvu kmalu začel. Ypsilantis je svojo izjavo začel s hvalo starodavni Grčiji: »Poglejte na morja, ki jih jim gospodujejo naši bratje mornarji, pripravljeni slediti zgledu Salamine. Poglejte v dežele in povsod boste videli Leonido. na čelu domoljubnih Špartancev«. Ypsilantis je izjavil, da Grki ne potrebujejo tuje pomoči, saj lahko sami premagajo Turke, potem pa dodal, da je ruska podpora zagotovljena.

## Kampanja v Moldaviji in Vlaški
Ker so novice o obstoju in dejavnostih Filiki Eteria prišle na ušesa osmanske oblasti, je Ypsilantis pospešil izbruh upora na Vlaškem in v njem osebno sodeloval. Začetek revolucije v podonavskih kneževinah je imel dodatno korist, da kot avtonomne države pod skupnim nadzorom Rusije in Otomanskega cesarstva niso imele osmanskih garnizonov, lokalni voditelji pa so bili upravičeni vzdrževati majhna oborožena spremstva za lastno zaščito.. Pravno gledano Osmani brez ruskega dovoljenja niso smeli prestaviti svoje sile na Vlaško ali v Moldavijo; če bi Osmani enostransko poslali svoje sile, bi Rusija lahko začela vojno. Hospodar (guverner) Moldavije Michael Soutsos je bil fanariotski Grk, ki je bil tajen član Philiki Eteria, po drugi strani pa  oportunist, ki si je hrbet zavaroval s tajnim obveščanjem  Porte o načrtovani invaziji. Zato je Ypsilantis 22. februarja 1821 v spremstvu več drugih grških častnikov v ruski službi prečkal reko Prut v podonavske kneževine. Dva dni kasneje je v Iaşiju izdal razglas, v katerem je sporočil, da ima "podporo velike sile" (z drugo besedo Rusije).
Ypsilantis je upal, da bo upor konec koncev prisilil Rusijo, da posreduje: ker bodo morali Osmani vdreti v kneževine, da zatrejo upor, se bodo pravoslavni Rusi zagotovo zavzeli za svoje pravoverne brate. V tem upanju je bil upravičen, saj je konec koncev grški upor privedel do rusko-turške vojne leta 1828, ko so ruske čete prišle do predmestij Carigrada in prisilile sultana, da prizna avtonomijo nove grške države. Leta 1821 pa je bil car Aleksander še vedno predan član Svetega zavezništva in se je hitro ločil od Ypsilantisa: grof Capodistria je Ypsilantisa obsodil, ker da je zlorabil carjevo zaupanje, odvzel mu je čin in mu ukazal. da odloži orožje. Kmalu zatem je moral Capodistria sam  vzeti "nedoločen dopust" s svojega položaja.
Te poteze so opogumile Turke, da so začeli zbirati veliko število vojakov, ki naj bi zatrli upor na Vlaškem. Ypsilantis je odšel iz Iaşija v Bukarešto in skušal zbrati prostovoljce. Ypsilantisu je nenehno primanjkovalo denarja in njegovi možje so se lotili ropanja. V Galatzu je eden od Ypsilantisovih častnikov, Vasilios Karavias,  umoril lokalne turške trgovce, da bi prišel do sredstev, v Jassyju pa so krajevno osmansko stražo pobili, potem ko so jim obljubili življenje, če se predajo. Takrat je bila ustanovljena Sveta zveza, ki združevala mlade grške prostovoljce iz vse Evrope. Ypsilantis je napredoval počasi, na Vlaško je prišel šele v začetku aprila, ko je Tudor Vladimirescu zavzel Bukarešto. Do nadaljnjih težav je prišlo, ko je patriarh Grigorios izrekel anatemo nad Ypsilantisom kot sovražnikom pravoslavne vere in pozval prave vernike, naj ostanejo zvesti sultanu, Ypsilantisa pa obsodil za "zločesta, brezbožna in neumna dela".
V Bukarešti, kamor je prispel po z nekajtedensko zamudo, je postalo jasno, da se ne bo mogel zanesti na upanje, da bodo vlaški Pandurji nadaljevali svoj oltenski upor za pomoč grški zadevi; Ypsilantis je pri vodji Pandurjev, Tudorju Vladimirescu,naletel na nezaupanje, ki je kot zaveznik Eterije po nazivu začel z uporom, da bi Scarlatu Callimachi preprečil sesti na prestol v Bukarešti, pri tem pa  skušal ohraniti odnose tako z Rusijo kot Osmanskim imperijem. Še resnejše je bilo dejstvo, da so se Ypsilantis in drugi grški voditelji zanašali na podporo Vlahov in Moldavcev zaradi njihove skupne krščanske pravoslavne vere, pri tem pa podcenjevali vedno večjo zamero zaradi grške prevlade v kneževinah in prve znake gibanja, iz katerega se bo rodil romunski nacionalizem.
Poleg tega je Vladimirescu prišel do zaključka, da ga je ruska odpoved Ypsilantisu oprostila nadaljnje zavezanosti Filiki Eterii. TV taboru Vladimirescuja je tako izbruhnil konflikt. Na koncu sta Vladimirescuja progrška frakcija in Eteria.na hitro obsodili in usmrtili.
V tem času so Osmani s 30.000 taktičnimi vojaki prečkali reko Donavo. Namesto da bi napredoval proti Brăili, kjer bi verjetno lahko preprečil vstop osmanske vojske v kneževine in tako morda prisilil Rusijo, da sprejme fait accompli, se je Ypsilantis maknil in organiziral svojo obrambo na polgorinskem območju blizu Iaşija. Sledilo je več večjih bitk in porazov sil Eterije, kot vrhunec zadnji poraz pri Drăgăşaniju 19. junija. Po dolgem pohodu v dežju je bila Ypsilantisova vojska izčrpana, vendar je pijani Karavias vodil Sveto Zavezo v napad proti Osmanom. Ker se neizkušeni in slabo izurjeni možje Svete zaveze postavili v kvadrate,s čimer bi imeli dovolj ognjene moči, jih osmanska konjenica brez težav posekala.

Po porazu je Ypsilantis pobegnil na sever. V svoji zadnji izjavi možem ni bil pripravljen sprejeti odgovornosti za  neuspeh in je za vse svoje neuspehe obtožil svoje lastne ljudi:
"Vojaki! Tako ne! Tega svetega in častnega imena nočem več umazati, ne bom ga  več uporabljal za vas. Strahopetno krdelo ste! ... Prelomili ste prisego, izdali Boga in svojo deželo,  izdali ste tudi mene v trenutku, ko sem upal, da bom z vami zmagal ali pa častno umrl ... Bežite med Turke, ki so edini vredni vaše podpore ... bežite med Turke in poljubite jim njihove roke, s katerih še vedno kaplja kri nečloveško pobitih. Da! Bežite k njim, kupite si suženjstvo s svojimi življenji in s častjo vaših žena in otrok!" 
Vojska ga je, ko je bral to izjavo, izžvižgala.

## Na begu
Ypsilantis se je skupaj z ostanki svojih privržencev, umaknil v Râmnic, kjer se je nekaj dni pogajal z avstrijskimi oblastmi, da mu dovolijo prestopiti mejo. V strahu, da bi ga njegovi poraženi privrženci lahko predali Turkom, si je izmislil, da je Avstrija napovedala vojno Turčiji, v cerkvi Cozia zapel Te Deum in pod izgovorom, da se gre dogovoriti o ukrepih z avstrijskim poveljnikom, prestopil mejo. Toda reakcionarna politika Svete alijanse  je imelo podporo Franca I in Klemensa Metternicha, tako da država ni bila pripravljena dati azil  voditeljem uporov v sosednjih državah. Ypsilantis je bil sedem let zaprt v samici (1823 do 1827 v Terezinu), na vztrajanje ruskega cesarja Nikolaja I. so ga potem izpustili.

## Smrt
Po izpustitvi se je upokojil na Dunaju, kjer je 29. januarja 1828 umrl v skrajni revščini in bedi. Njegovo zadnjo željo, da bi mu izrezali srce in ga poslali v Grčijo, je izpolnil Georgios Lassanis;nahaja se v Amalieionu v Atenah. Njegov videz in poročila o njegovem življenju kažejo, da je imel bolezen Dystrophia_myotonica, to je prirojeno več-sistemsko motnjo.
Sprva je bil pokopan na pokopališču sv. Marxa. Veliko kasneje, 18. februarja 1903,so potomci njegove posmrtne ostanke prenesli na posestvo Ypsilanti-Sina, na gradu Rappoltenkirchen v Avstriji. Avgusta 1964, ga prepeljali v cerkev Taxiarches v Pedion tou Areos v Atenah, Grčija, 136 let po njegovi smrti, kjer počiva odtlej.

## Kulturne reference
V ruski literaturi omenja Aleksandra Ypsilantisa Aleksander Puškin v noveli "Strel". Junak Puškinove zgodbe Silvio umre na pohodu pod poveljstvom Ypsilantisa.